# Kasstroom
Kasstroom, Engels: cash flow, is een kengetal in de bedrijfseconomie, waarmee bij een onderneming de in- en uitstroom van liquide middelen wordt bedoeld. De netto kasstroom is het verschil tussen de ontvangsten en uitgaven gedurende een bepaalde periode of voor een bepaald project. Zijn de ontvangsten groter dan de uitgaven, dan is er een positieve kasstroom. Als de uitgaven de ontvangsten overtreffen, wordt van een negatieve kasstroom gesproken. Hoewel het woord kas suggereert dat het bij de kasstroom alleen om chartaal geld gaat, omvat de kasstroom ook giraal geld waar een onderneming over kan beschikken.

## Uitgaven en inkomsten versus kosten en opbrengsten
Voor het bepalen en begrijpen van kasstromen is het belangrijk een onderscheid te maken tussen aan de ene kant kosten en opbrengsten en aan de andere kant uitgaven en ontvangsten. De winst is het verschil tussen opbrengsten en kosten en de kasstroom het verschil tussen inkomsten en uitgaven.
Een onderneming kan winst maken en toch een negatieve netto kasstroom hebben of andersom. Aan het traditionele winstdenken kunnen nadelen kleven. Zo wordt er niet op structurele wijze rekening gehouden met de tijdvoorkeur en het risico. Het alternatief is het denken in contante waarden van kasstromen. De doelstelling van de onderneming is dan de maximalisatie van de kasstromen, de contante waarde van de toekomstige kasstromen.
Een voorbeeld om dit onderscheid te verduidelijken: een handelsonderneming kan op een bepaald moment een product op rekening verkopen. Op dat moment wordt de opbrengst in de boekhouding gejournaliseerd, maar aangezien het geld nog niet door de klant is betaald zijn er nog geen ontvangsten en is er ook nog geen kasstroom gerealiseerd. De behaalde opbrengst wordt wel bij de omzet gerekend. Hetzelfde geldt voor de inkoop. Op het moment dat een onderneming iets inkoopt worden kosten gemaakt, maar pas op het moment dat deze worden betaald wordt de uitgave gedaan. 
Daarnaast bestaan er ook kosten, die geen uitgaven zijn, bijvoorbeeld afschrijvingen, en uitgaven die geen kosten zijn, bijvoorbeeld investeringen in vaste activa of aflossingen op leningen. Bij het aangaan van een lening geldt het omgekeerde: er komt wel geld de onderneming binnen, dus is er een positieve kasstroom, maar omdat er voor hetzelfde bedrag een lening tegenover komt te staan die op den duur moet worden afgelost, is het geen opbrengst.

## Kredietbepaling en ondernemingswaardering
Voor kredietleveranciers is de kasstroom van een bedrijf het beginpunt om te bepalen hoeveel een bedrijf kan lenen. Voor de waardebepaling van een onderneming is dit een uitgangswaarde waarbij de toekomstige kasstromen worden teruggerekend naar de waarde van vandaag. Dat is de contante waarde van de onderneming.

## Kasstroomoverzicht
Een kasstroomoverzicht maakt, behalve de balans en winst-en-verliesrekening deel van de jaarrekening uit. Grotere organisaties, waaronder grote en middelgrote ondernemingen, zijn verplicht een kasstroomoverzicht te publiceren als onderdeel van de jaarrekening,